# Schronisko dla nieletnich
Ten artykuł należy dopracować:

przedstawiono sytuację tylko z polskiej perspektywy – artykuł powinien być przekrojowy.
Pomóż go poprawić. Na stronie dyskusji mogą znajdywać się pomocne komentarze.
Schronisko dla nieletnich – specjalna placówka opieki całkowitej realizująca funkcję diagnostyczną, resocjalizacyjną i zapobiegawczą (zabezpieczenie prawidłowego toku postępowania sądowego)

## W Polsce
W Polsce schroniska dla nieletnich podlegają ministrowi sprawiedliwości. Kierowane są tam osoby w wieku 13–21 lat, podejrzane o dokonanie czynu zabronionego, a okoliczności i charakter czynu, stopień demoralizacji i nieskuteczności dotychczasowych środków wychowawczych przemawiają za przyszłym umieszczeniem w zakładzie poprawczym.
Istnieją dwa typy schronisk dla nieletnich: zwykłe oraz interwencyjne. 
Do schroniska zwykłego może trafić nieletni, gdy:
- zachodzi obawa ukrycia się nieletniego,
- zatarcia śladów czynu karalnego przez nieletniego,
- nie można ustalić tożsamości nieletniego,
- orzeczenie o umieszczeniu nieletniego w zakładzie poprawczym natrafia na niedające się usunąć przeszkody (jednak w tym przypadku nieletni może trafić do schroniska maksymalnie na okres 3 miesięcy).

Do schroniska interwencyjnego może trafić nieletni, gdy:
- popełnił czyn karalny wymieniony w art. 10 § 2 Kodeksu karnego,
- stwarza poważne zagrożenie społeczne lub zagrożenie dla bezpieczeństwa schroniska zwykłego.

Praca resocjalizacyjna odbywa się w szczególności przez nauczanie, zajęcia korekcyjno-wyrównawcze, przyuczenie do zawodu oraz organizację zajęć w internacie. Praca z nieletnim służy tu rozwijaniu jego zainteresowań i uzdolnień, wdrażaniu do przestrzegania zasad współżycia społecznego oraz umiejętnym organizowaniu czasu wolnego. Praca w schronisku interwencyjnym nastawiona jest na wyeliminowanie zachowań agresywnych.
| Nazwa schroniska dla nieletnich                       | Limit miejsc      | Dla               |
| Schroniska zwykłe                                     | Schroniska zwykłe | Schroniska zwykłe |
| ----------------------------------------------------- | ----------------- | ----------------- |
| Schronisko dla nieletnich w Głogowie                  | 24                | chłopców          |
| Schronisko dla nieletnich w Leszczach                 | 50                | chłopców          |
| Schronisko dla nieletnich w Konstantynowie Łódzkim    | 24                | chłopców          |
| Schronisko dla nieletnich w Koronowie                 | 20                | dziewcząt         |
| Schronisko dla nieletnich w Laskowcu                  | 36                | chłopców          |
| Schronisko dla nieletnich w Pobiedziskach (zamknięte) | 45                | chłopców          |
| Schronisko dla nieletnich w Pszczynie Łące            | 44                | chłopców          |
| Schronisko dla nieletnich w Raciborzu                 | 22                | chłopców          |
| Schronisko dla nieletnich w Stawiszynie               | 50                | chłopców          |
| Schronisko dla nieletnich w Szczecinie Krzekowie      | 53                | chłopców          |
| Schronisko dla nieletnich w Świdnicy                  | 48                | chłopców          |
| Schronisko dla nieletnich w Warszawie Falenicy        | 10                | dziewcząt         |
| Schronisko dla nieletnich w Warszawie Okęciu          | 40                | chłopców          |
| Schronisko dla nieletnich w Zawierciu                 | 20                | dziewcząt         |
| Schroniska interwencyjne                              |                   |                   |
| Schronisko dla nieletnich w Chojnicach                | 66                | chłopców          |
| Schronisko dla nieletnich w Dominowie                 | 54                | chłopców          |
| Schronisko dla nieletnich w Łańcucie                  | 42                | chłopców          |